# لورا بريكينريدغ
لورا بريكينريدغ (بالإنجليزية: Laura Breckenridge)‏ هي ممثلة أمريكية، ولدت في 22 أغسطس 1983 في Flourtown, Pennsylvania ‏ في الولايات المتحدة.

## أعمال

### أفلام
- (2005) خراب
- (2006) حب آنابيل

### مسلسلات
- تشريح غراي
- فتاة النميمة

## وصلات خارجية
- لورا بريكينريدغ على موقع IMDb (الإنجليزية)
- لورا بريكينريدغ على موقع ألو سيني (الفرنسية)
- لورا بريكينريدغ على موقع أول موفي (الإنجليزية)
- لورا بريكينريدغ على موقع قاعدة بيانات برودواي على الإنترنت (الإنجليزية)
- لورا بريكينريدغ على موقع قاعدة بيانات الفيلم (الإنجليزية)
- لورا بريكينريدغ على موقع كينوبويسك (الروسية)